# جونغ هيوك
جونغ هيوك (الكورية: 정혁) هو لاعب كرة قدم كوري جنوبي في مركز الوسط، ولد في 21 مايو 1986 في كوريا الجنوبية. لعب مع إنتشون يونايتد وجونبك هيونداي موتورز.

## وصلات خارجية
- جونغ هيوك على موقع الاتحاد الدولي (مؤرشف)  (الإنجليزية)
- جونغ هيوك على موقع دوري كوريا الجنوبية (الإنجليزية)
- جونغ هيوك على موقع قاعدة بيانات كرة القدم.إي يو (الإنجليزية)